# Uintacyon
Uintacyon — вимерлий рід хижоподібних ссавців. Скам'янілості знайдено у США, Великій Британії, Франції.